# Ilias Hassani
Ilias Hassani (sinh 8 tháng 11 năm 1995) là một cầu thủ bóng đá Algérie thi đấu ở vị trí trung vệ cho câu lạc bộ Bulgarian First League Cherno More Varna.

## Sự nghiệp
Là một sản phẩm trẻ của Toulouse, Hassani ra mắt tại Ligue 1 ngày 11 tháng 2 năm 2014 khi vào sân từ phút 50, thay cho Dany Maury trong thất bại 1–3 trên sân nhà trước SC Bastia.
Ngày 16 tháng 8 năm 2016, Hassani ký bản hợp đồng 1 năm với câu lạc bộ Bulgaria Vereya Stara Zagora, và ra sân 23 lần trong mùa giải 2016–17.
Ngày 15 tháng 6 năm 2017, Hassani chuyển đến câu lạc bộ First League Cherno More Varna. Ngày 15 tháng 7, anh ra mắt trong chiến thắng 1–0 trên sân nhà trước Vitosha Bistritsa. Ngày 28 tháng 7 năm 2017, anh ghi bàn đầu tiên trong sự nghiệp trong chiến thắng 1–0 trên sân nhà trước Dunav Ruse.

## Sự nghiệp quốc tế
Ngày 2 tháng 9 năm 2017, Hassani ra mắt cho Algérie trong thất bại 1–3 trên sân khách trước Zambia, trong khuôn khổ Vòng loại Cúp bóng đá thế giới 2018.

## Thống kê sự nghiệp
Tính đến 13 tháng 4 năm 2019
| Câu lạc bộ  | Mùa giải | Giải vô địch | Giải vô địch | Cúp     | Cúp       | Cúp Liên đoàn | Cúp Liên đoàn | Châu lục | Châu lục  | Tổng    | Tổng      |
| Câu lạc bộ  | Mùa giải | Số trận      | Bàn thắng    | Số trận | Bàn thắng | Số trận       | Bàn thắng     | Số trận  | Bàn thắng | Số trận | Bàn thắng |
| ----------- | -------- | ------------ | ------------ | ------- | --------- | ------------- | ------------- | -------- | --------- | ------- | --------- |
| Toulouse    | 2013–14  | 1            | 0            | 0       | 0         | 0             | 0             | –        | –         | 1       | 0         |
| Bordeaux    | 2015–16  | 1            | 0            | 0       | 0         | 0             | 0             | –        | –         | 1       | 0         |
| Vereya      | 2016–17  | 23           | 0            | 3       | 0         | –             | –             | –        | –         | 26      | 0         |
| Cherno More | 2017–18  | 32           | 1            | 1       | 0         | –             | –             | –        | –         | 33      | 1         |
| Cherno More | 2018–19  | 14           | 0            | 2       | 0         | –             | –             | –        | –         | 16      | 0         |
| Al-Gharafa  | 2018–19  | 5            | 0            | 0       | 0         | 0             | 0             | –        | –         | 5       | 0         |
| Tổng        | Tổng     | 76           | 1            | 6       | 0         | 0             | 0             | 0        | 0         | 82      | 1         |